# Rondeau
O rondeau ou rondó medieval é uma forma poético-musical monofónica, do séc. XII, e polifónica, do séc. XIV.

## Estrutura
Na estrutura musical do rondeau há apenas duas frases ou seções musicais (a, b) utilizadas tanto para o refrão (letras maiúsculas) quanto para outros versos da estrofe (letras minúsculas), sendo que rondeau medievais poderiam ter qualquer número de estrofes, habitualmente pelo menos três, mas podendo haver rondeau com até 20 ou mais estrofes. Assim, cada estrofe do rondeau (seja monofônico, seja polifônico) é iniciado e finalizada com um refrão em duas partes — i.e. bipartido (A  B). Cada letra minúscula, indica uma frase (ou seção) musical igual àquelas utilizadas para o refrão, porém com palavras diferentes não apenas dentro da estrofe, mas também diferentes entre as estrofes — e.g. a letra “a” indica a mesma frase (ou seção) musical da primeira parte do refrão, porém cada uma das ocorrências de “a” dentro da estrofe apresenta texto poético (verso) próprio e diferente do texto poético do refrão, bem como diferente do texto poético dos outros “a” nas outras estrofes. Considerando um rondeau polifônico com três (3) estrofes, a estrutura final, resultante da execução de todas as estrofes, seria:
A  B  a  A  a  b  A  B  -  A  B  a  A  a  b  A  B  -  A  B  a  A  a  b  A  B
— todo “A" apresenta a mesma música e as mesmas palavras
— todo “B" apresenta a mesma música e as mesmas palavras, em ambos os casos diferentes de “A"
— todo “a" apresenta a mesma música de “A", mas as palavras são diferentes a cada nova ocorrência.
— todo “b” apresenta a mesma música de “B”, mas as palavras são diferentes a cada nova ocorrência

## Rondeau e Rondó
Embora em Portugal seja comum encontrar o termo ‘rondeau' traduzido como ‘rondó’, essa tendência (existente principalmente na literatura prévia a 1980/90) é pouco utilizada em outros países europeus. Naturalmente, o rondó (como forma desenvolvida apenas a partir do Barroco) é conceitualmente derivado do rondeau (como forma mais antiga, originária da Idade Média), mas há diferenças fundamentais, sendo algumas delas esquematizadas a seguir.
| RONDEAU                                                                               | RONDÓ |
| ------------------------------------------------------------------------------------- | --- |
| – forma poético–musical (música vocal, com ou sem acompanhamento instrumental)        | – forma musical instrumental (tipicamente sem partes vocais)                                                     |
| – derivado da forma poética profana homônima                                          | – derivado do conceito de reiteração de uma seção principal (que também existe na forma poético–musical rondeau) |
| – estrutura monofônica típica (desde in. séc. XII) A B a a b A B (*)                  | – não ocorre monofonicamente                                                                                     |
| – estrutura polifônica típica (desde in. séc. XIV) A B a A a b A B (*)                | – estruturas típicas, sempre polifônicas                                                                         |
| – música estrófica (as estruturas acima são utilizadas para todas as estrofes)        | – as estruturas são tipicamente utilizadas uma única vez                                                         |
| – refrão bipartido A B, como repetição interna à estrofe apenas da primeira parte (A) | – refrão pode conter subseções ou ser composto com seção indivisível                                             |